# Circuito di Luc
Il circuito di Luc o circuito di Luc del Var è un circuito automobilistico francese situato nel dipartimento del Var vicino alle città di Gonfaron e Le Luc. 
Il circuito è stato approvato dalla Commissione nazionale  (CNECV) dal 2010, ha una lunghezza massima di 2400 metri o di 2200 m in base alla configurazione del tracciato, con una larghezza della carreggiata di 9  metri. È aperto a moto e auto. Questo circuito è gestito da un'unione mista composta dal Consiglio Generale del Var, dal comune di Luc e dal comune di Mayons. Un ordine del Ministro degli Interni del 9 aprile 2018 specifica i possibili usi del circuito.
La società AGS, che ha corso in Formula 1 tra il 1986 e il 1991, vi ha la sua fabbrica e la sua sede.

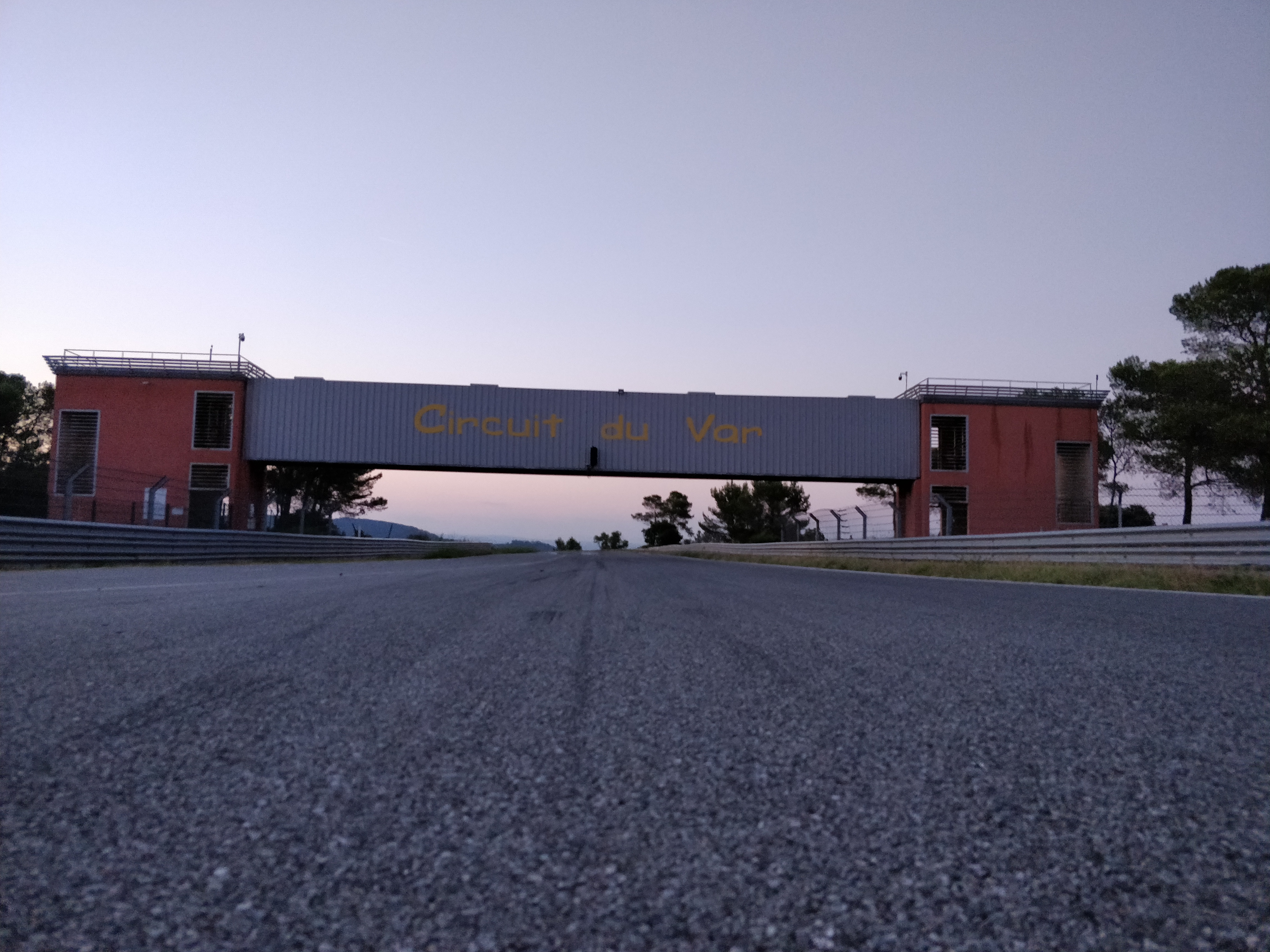
Rettilineo principale del circuito